# Вілл Юн Лі
Вілл Юн Лі (Will Yun Lee, нар. 22 березня 1971) — американський актор і майстер бойових мистецтв. Він відомий за ролями Денні Ву у містичній драмі «Клинок відьом» та Дже Кім у науково-фантастичному серіалі «Біонічна жінка». Він також знімався у фільмах «Помри, але не зараз» (2002), «Електра» (2005) та «Росомаха» (2013). Він мав регулярну роль Санг Міна у серіалі «Гаваї 5-0», головну роль у фільмі «Зінакшений вуглець» та озвучував Вей Шеня у грі «Sleeping Dogs» (2012).

## Біографія
Лі народився в окрузі Арлінгтон у штаті Вірджинія, у сім'ї корейського походження. Його мати Чон Джа Лі, а батько Су Ун Лі був майстром тхеквондо. Вілл почав тренуватися у віці лише трьох років і провів частину своєї юності, викладаючи в тренувальному центрі Lee's Tae Kwon Do в Напі, Каліфорнія, що належав його сім'ї.
Лі провів свою молодість, переїжджаючи по Сполучених Штатах і відвідував 23 школи.
Лі відвідував Каліфорнійський університет в Берклі з повною спортивною стипендією для вивчення політології та етнології.

## Кар'єра
Лі виконував ролі другого плану в таких відомих фільмах, як «Помри, але не зараз», «Торк», «Король бійців» та «Електра». Він також знявся в міні-серіалі FX Network «Злодій» і телефільмі ABC Family «Падіння». Він знявся у серіалі «Гаваї 5-0» у ролі регулярного персонажа Сан Міна і серіалі «Реальна кров» у ролі містера Гаса. Він також зіграв роль Кенуїчіо Гаради у фільмі «Росомаха» (2013). У 2018 році Лі з'явився в кількох епізодах науково-фантастичного серіалу Netflix «Змінений вуглець» як оригінальне тіло головного героя Такеші Ковача (до того його грали Джоел Кіннаман у першому сезоні та Ентоні Макі у другому сезоні).
Лі озвучує головного героя в гонконгській кримінальній грі Sleeping Dogs у ролі поліцейського під прикриттям Вей Шеня.
У 2002 році журнал People назвав його одним із «50 найкрасивіших людей». У листопаді 2007 року журнал People вніс його до списку «15 найсексуальніших чоловіків».

## Особисте життя
У жовтні 2010 року Лі одружився з актрисою Дженніфер Бірмінгем у Шривпорті, штат Луїзіана . У червні 2013 року народився їхній син Кеш У Кеша діагностували хворобу Моямоя, рідкісне захворювання крові, у віці трьох років.

## Фільмографія
| Рік       |    | Українська назва                     | Оригінальна назва              | Роль                                        |
| --------- | -- | ------------------------------------ | ------------------------------ | ------------------------------------------- |
| 1997      | с  | Детектив Неш Бріджес                 | Nash Bridges                   | Квік (серія «Гра в зброю»)                  |
| 1998      | с  | Профіль вбивці                       | Profiler                       | Ендрю Янг (серія «Краватки, які зв'язують») |
| 1998      | с  | Сірка                                | Brimstone                      | Роджер (серія «Вірш»)                       |
| 1999      | с  | В.І.П.                               | V.I.P.                         | Боббі Ву (серія «Mao Better Blues»)         |
| 1999      | тф | Учні                                 | The Disciples                  | Йойо Лі                                     |
| 2000      | ф  | Гунг-фу: Новий дракон                | Gung Fu: The New Dragon        | Денні                                       |
| 2000      | ф  | Що готувати?                         | What's Cooking?                | Джиммі Нгуєн                                |
| 2000      | тф | Клинок відьом                        | Witchblade                     | Денні Ву                                    |
| 2001      | с  | Агентство                            | The Agency                     | Сем (серія «Рік небезпечного життя»)        |
| 2001—2002 | с  | Клинок відьом                        | Witchblade                     | детектив Денні Ву (23 серії)                |
| 2002      | ф  | Помри, але не зараз                  | Die Another Day                | полковник Тан-Сон Мун                       |
| 2002      | ф  | Чотири причини                       | Four Reasons                   | Будда                                       |
| 2002      | ф  | Обличчя                              | Face                           | Деніел Чанг                                 |
| 2002—2003 | с  | 10-8: Чергові офіцери                | 10-8: Officers on Duty         | детектив Денні Чанг (2 серії)               |
| 2004      | ф  | Крутний момент                       | Torque                         | Вол                                         |
| 2004      | с  | Матриця загроз                       | Threat Matrix                  | Денні Ро (серія «PPX»)                      |
| 2004      | с  | Закон і порядок                      | Law & Order                    | Хіроді Йошіда (серія «Гайдзін»)             |
| 2005      | ф  | Електра                              | Elektra                        | Кірігі                                      |
| 2005      | кф | Насіння                              | The Seed                       | Кен Маркадо                                 |
| 2006      | с  | Злодій                               | Thief                          | Вінсент Чан                                 |
| 2006      | с  | CSI: Місце злочину                   | CSI: Crime Scene Investigation | Денніс Кім (серія «Час твоєї смерті»)       |
| 2006      | с  | Цунамі: Наслідки                     | Tsunami: The Aftermath         | Чай                                         |
| 2007      | ф  |                                      | Hers                           | Лукас                                       |
| 2007      | с  | Віртуози                             | Hustle                         | Шіро (серія «Обман артистів»)               |
| 2007      | с  | Падший                               | Fallen                         | Мазарін (4 серії)                           |
| 2007      | с  | Біонічна жінка                       | Bionic Woman                   | Дже Кім (7 серії)                           |
| 2008      | кф |                                      | 6th and Santa Fe               |                                             |
| 2008      | тф |                                      | Finnegan                       | Такі                                        |
| 2010      | ф  | Король бійців                        | The King of Fighters           | Іорі Ягамі                                  |
| 2010      | тф |                                      | Boston's Finest                | Едді Лао                                    |
| 2010—2017 | с  | Гаваї 5.0                            | Hawaii Five-0                  | Санг Мін (11 серій)                         |
| 2011      | ф  | Де дорога зустрічається з сонцем     | Where the Road Meets the Sun   | Такаші                                      |
| 2011      | ф  | Підстава                             | Setup                          | Джой                                        |
| 2011      | ф  |                                      | Five Star Day                  | Семюел Кім                                  |
| 2011      | ф  |                                      | Oka!                           | Ї                                           |
| 2011      | вг |                                      | Saints Row: The Third          | пішоходи                                    |
| 2012      | ф  | Згадати все                          | Total Recall                   | Марек                                       |
| 2012      | ф  | Невловимі                            | Red Dawn                       | капітан Чо                                  |
| 2012      | вг |                                      | The Amazing Spider-Man         | різні голоси                                |
| 2012      | вг |                                      | Infex                          | IngenBio Guard                              |
| 2012      | вг |                                      | Sleeping Dogs                  | Вей Шень                                    |
| 2013      | мф | Супермен: Непереможений              | Superman: Unbound              | ватажок парасолдат                          |
| 2013      | ф  |                                      | Make Your Move                 | Каз                                         |
| 2013      | ф  | Втрачений для слів                   | Lost for Words                 | Стенфорд                                    |
| 2013      | ф  | Росомаха                             | The Wolverine                  | Кенуїчіо Гарада                             |
| 2013      | ф  | Чотири вбивці                        | Four Assassins                 | Маркус                                      |
| 2013      | вг |                                      | Saints Row IV                  | Virtual Steelport                           |
| 2014      | тф |                                      | The Novice                     | Біг Бенг                                    |
| 2014      | с  | Реальна кров                         | True Blood                     | містер Гас (5 серій)                        |
| 2014      | с  | Штучний інтелект                     | Intelligence                   | Цзінь Конг (2 серії)                        |
| 2015      | ф  | Шпигунка                             | Spy                            | Тімоті Крес                                 |
| 2015      | кф |                                      | Power/Rangers                  | генерал Кланк                               |
| 2015      | ф  | Розлом Сан-Андреас                   | San Andreas                    | доктор Кім Патрік                           |
| 2015      | с  |                                      | Strike Back: Legacy            | Квон (5 серій)                              |
| 2015      | с  | Доктор Кен                           | Dr. Ken                        | Кевін О'Коннелл (серія «Кевін О'Коннелл»)   |
| 2015      | с  | Гравець                              | The Player                     | Лю Цзен (серія «Домашні правила»)           |
| 2015      | вг |                                      | Mortal Kombat X                | Кун Лао                                     |
| 2016      | ф  |                                      | She Has a Name                 | Аккарат                                     |
| 2016—2018 | с  |                                      | Falling Water                  | Така (головна роль)                         |
| 2018      | ф  |                                      | Canal Street                   | офіцер Хенк Чу                              |
| 2018      | ф  | Ремпейдж                             | Rampage                        | агент Парк                                  |
| 2018—2020 | с  | Зінакшений вуглець                   | Altered Carbon                 | оригінальне тіло Такеші Ковача (12 серій)   |
| 2018—2021 | с  | Добрий лікар                         | The Good Doctor                | доктор Алекс Парк (регулярна роль)          |
| 2020      | вг |                                      | Yakuza: Like a Dragon          | Масато Аракава / Рьо Аокі                   |
| 2021      | мс | Той, що біжить по лезу: Чорний лотос | Blade Runner: Black Lotus      | Джозеф (головна роль)                       |